# تراكب العضة

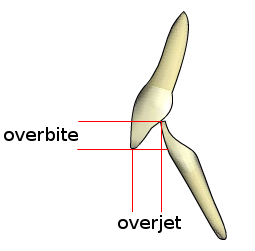
البروز أو التجاوز الأفقي

تراكب العضة أو تراكب الأسنان (بالإنجليزية: overbite)‏، طبيًا تشير إلى امتداد التجاوز العمودي (العلوي السفلي) للقاطع المركزي العلوي على القاطع المركزي السفلي، تقاس نسبة إلى حيود القواطع. مصطلح تراكب العضة لا يشير إلى حالة معينة ولا شكل معين من سوء إطباق الأسنان، بالأحرى فإن غيابه من جهة أو الإفراط في تراكب العضة من جهة أخرى قد يكون شكل من سوء إطباق الأسنان. تراكب العضة الطبيعي ما بين 3-5 مم (أو تقريبًا ما بين 20-30% من طول القواطع السفلية) ومن الشائع أن يتم التعبير عنه بنسبة مئوية.
غالباً ما يكون لدى الأطفال عضة عميقة (زيادة تراكب العضة)، ولا تحل المشكلة خلال النمو الطبيعي للفك العلوي والفك السفلي بل قد تزداد سوءًا مع الوقت. وإذا لم تحل قد تؤدي إلى رضخ الأسنان ويصبح طول الأسنان أقصر نتيجة تآكل الأسنان وحواف العض.

## مصطلحات أخرى قد تختلط مع «تراكب العضة»
تراكب العضة غالباً يتم الاختلاط بينه وبين التجاوز الأفقي (overjet)، وهو عبارة عن المسافة بين أسنان الفك العلوي الأمامية وأسنان الفك السفلي الأمامية في المحور الأمامي الخلفي.
«تراكب العضة» قد يستخدم أيضًا بشكل شائع في الإشارة إلى سوء إطباق الأسنان من النوع 2 (Class II malocclusion) أو تراجع الفك (retrognathia) وهذا الاستخدام يعتبر غير صحيح. يكون هذا حين تكون الحدبة الإنسية الشدقية للرحى الأولى للفك العلوي تقع أمامية للتلم الشدقي للرحى الأولى للفك السفلي، بعبارة أخرى يظهر الفك السفلي بعيداً جداً خلف الفك العلوي. للشخص الذي يوجد لديه النوع 2 من سوء إطباق الأسنان قد يبدي أيضًا تراكب عضة مفرط، أو قد يكون لديه عكس المشكلة والتي يشار إليها بالعضة المفتوحة (apertognathia). في حالة العضة المفتوحة لا تتداخل الأسنان بشكل كافي أو على الإطلاق.

## تغير أسنان البشر
أخصائي توصيف الأسنان الأمريكي تشارلز لورينج برايس جاء بنظرية مفادها أن تراكب العضة في الإنسان الأوروبي كانت فقط منذ 250 عامًا، وهذا التحول كان نتيجة انتشار استخدام الشوكة والسكين. قبل استخدام أدوات تناول الطعام، كانو يثبتون أسنانهم على قطعة اللحم ثم يقطعونها بالسكين. عندما بدأو باستخدام الشوكة والسكين أصبحت عملية القطع تتم على طبق ثم أصبح تراكب العضة أكثر شيوعاً. بحث برايس عن الصينيين أيضًا، والذين استخدموا أعواد الأكل منذ 900 عام، ووجد أن حالات تراكب العضة ازدادت في نفس وقت إدخال طريقة الأكل الجديدة.